# Jasenkovo
Jasenkovo (Bulgaars: Ясенково, Turks: Çukurköy) is een dorp in het oosten van Bulgarije. Het dorp ligt in de gemeente Venets, oblast Sjoemen. Het dorp ligt hemelsbreed ongeveer 31 km ten noordwesten van Sjoemen en 300 km ten noordoosten van Sofia.

## Bevolking
Op 31 december 2020 woonden er 1.841 personen in het dorp Jasenkovo. Het aantal inwoners vertoont al meerdere jaren een dalende trend: in 1975 woonden er nog 2.846 personen in het dorp. 
| Bevolkingsontwikkeling tussen 1934 en 2020          |
| --------------------------------------------------- |
|                                                     |
| Bron: Nationaal Statistisch Instituut van Bulgarije |

In het dorp wonen nagenoeg uitsluitend etnische Turken, maar ook kleinere aantallen Roma en Bulgaren. In de optionele volkstelling van 2011 identificeerden 1.664 van de 1.772 ondervraagden zichzelf als etnische "Turken". Daarnaast noemden 83 ondervraagden zichzelf "Roma" en 18 personen “Bulgaren”. De overige ondervraagden hebben geen etnische achtergrond gespecificeerd.
| Etnische samenstelling van de respondenten (2011) | Etnische samenstelling van de respondenten (2011) | Etnische samenstelling van de respondenten (2011) | Etnische samenstelling van de respondenten (2011) | Etnische samenstelling van de respondenten (2011) |
| ------------------------------------------------- | ------------------------------------------------- | ------------------------------------------------- | ------------------------------------------------- | ------------------------------------------------- |
|                                                   |                                                   |                                                   |                                                   |                                                   |
| Bulgaren                                          | Bulgaren                                          |                                                   | 1,0%                                              | 1,0%                                              |
| Turken                                            | Turken                                            |                                                   | 93,9%                                             | 93,9%                                             |
| Roma                                              | Roma                                              |                                                   | 4,7%                                              | 4,7%                                              |
| Anders/Onbekend                                   | Anders/Onbekend                                   |                                                   | 0,4%                                              | 0,4%                                              |

Van de 1.965 inwoners die in februari 2011 werden geregistreerd, waren er 328 jonger dan 15 jaar oud (16,7%), gevolgd door 1.387 personen tussen de 15-64 jaar oud (70,6%) en 250 personen van 65 jaar of ouder (12,7%).